# Châu Văn Liêm (phường)
Châu Văn Liêm là phường trung tâm của quận Ô Môn, thành phố Cần Thơ, Việt Nam.

## Địa lý
Phường Châu Văn Liêm nằm ở trung tâm quận Ô Môn, có vị trí địa lý:
- Phía đông giáp phường Phước Thới
- Phía tây giáp phường Thới Hòa và huyện Thới Lai
- Phía nam giáp phường Trường Lạc và huyện Thới Lai
- Phía bắc giáp phường Thới An và phường Thới Hòa.

Phường có diện tích 9,56 km², dân số năm 2007 là 22.719 người, mật độ dân số đạt 2.376 người/km².

## Lịch sử
Địa bàn phường Châu Văn Liêm hiện nay trước đây là khu vực trung tâm của thị trấn Ô Môn, thị trấn huyện lỵ huyện Ô Môn, tỉnh Cần Thơ.
Ngày 2 tháng 1 năm 2004, Chính phủ ban hành Nghị định 05/2004/NĐ-CP. Theo đó:
- Giải thể huyện Ô Môn để thành lập quận Ô Môn và huyện Cờ Đỏ
- Thành lập phường Châu Văn Liêm thuộc quận Ô Môn trên cơ sở toàn bộ 1.658,42 ha diện tích tự nhiên và 30.485 người của thị trấn Ô Môn.

Ngày 16 tháng 1 năm 2007, Chính phủ ban hành Nghị định 11/2007/NĐ-CP. Theo đó, thành lập phường Thới Hòa trên cơ sở điều chỉnh 702,84 ha diện tích tự nhiên và 7.766 người của phường Châu Văn Liêm.
Sau khi điều chỉnh địa giới hành chính, phường Châu Văn Liêm còn lại 955,58 ha diện tích tự nhiên và 22.719 người.